# Ilus aeg
Ilus aeg är det andra studioalbumet från den estländska sångerskan Birgit Õigemeel. Albumet som är ett julalbum gavs ut 10 november 2008. Det innehåller tolv låtar och två av dem,  "Last Christmas" och "Talve võlumaa", gavs ut som singlar. Hälften av låtarna framförs tillsammans med sångaren Uku Suviste.

## Låtlista
1. Vaikselt sajab lund – 2:21
2. Talve võlumaa – 2:46
3. Valged jõulud – 3:45 (med Uku Suviste)
4. Last Christmas – 3:48 (med Uku Suviste)
5. Snowflakes – 4:06 (med Uku Suviste)
6. Jõuluaeg – 3:45 (med Uku Suviste)
7. Jõulukell – 3:17
8. Have Yourself A Merry Little Christmas – 3:49 (med Uku Suviste)
9. Angel – 4:05
10. Jõuluöö – 3:09 (med Uku Suviste)
11. Püha öö – 3:52
12. Laps peab sündima – 3:52